# Morian
En morian eller en mor er en ældre dansk betegnelse for en, oftest sort, afrikaner. Det er beslægtet med ordet maurer, der dog oftest betegner en afrikaner af arabisk eller berberisk oprindelse. Begge ord kommer via latin af græsk μαῦρος /maûros/, "sort".
Inden for heraldik bruges morian stadig om en neger som heraldisk figur.
Formen mor kendes i dag næsten kun i "Moren har gjort sin pligt, moren kan gå", som stammer fra tragedien Die Verschwörung des Fiesco zu Genua af Schiller, der muligt er inspireret af Shakespeares En skærsommernatsdrøm.
Den danske racer- og speedwaykører, pilot og meget andet, Jens Henning Fisker Hansen, var mest kendt under sit kælenavn Morian Hansen, et tilnavn han havde fået, fordi han ofte var "sort som en morian" efter speedwayløbene.